# Кастро, Оскар
Оскар Умбе́рто Кастро Рохас (исп. Óscar Humberto Castro Rojas; 8 мая 1953 — 12 апреля 2015) — колумбийский шахматист, международный мастер (1975).
Чемпион Колумбии (1972—1974, 1992, 1994, 1999). В составе сборной Колумбии участник 6-и Олимпиад (1974—1976, 1980, 1990—1994). Участник межзонального турнира в Биле (1976).

## Изменения рейтинга
| Графики недоступны из-за технических проблем. См. информацию на Фабрикаторе и на mediawiki.org. |